# Colectora Industrial (Metro de Lima y Callao)
Colectora Industrial es la vigesimosegunda estación de la línea 2 del Metro de Lima y Callao, en Perú. La estación fue construida de manera subterránea en los distritos de Santa Anita y Ate.

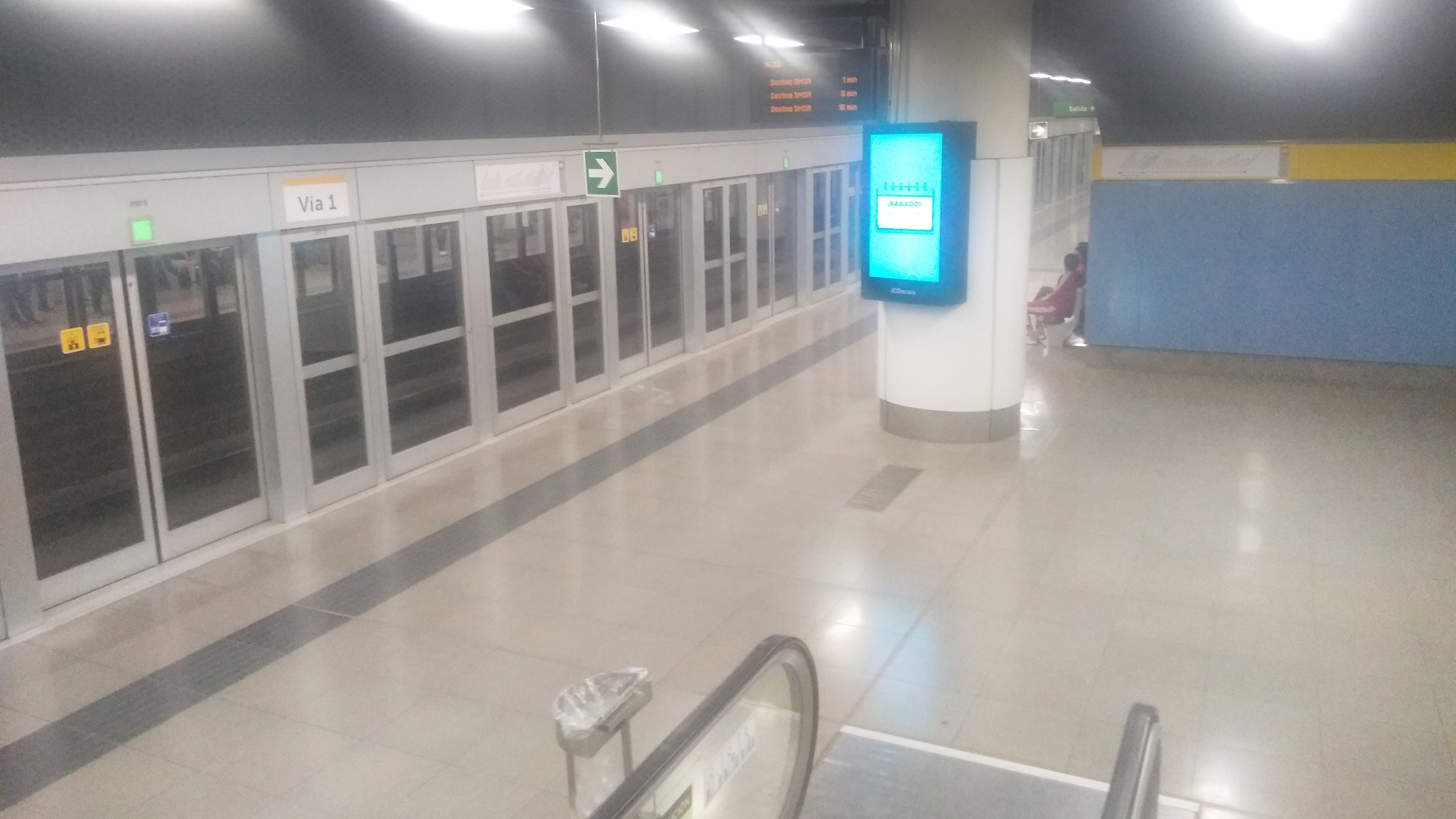
Zona de anden de la Estación Colectora Industrial

El 20 de mayo de 2015, se inició el cierre de algunos tramos de la Carretera Central entre el puente de Santa Anita y el Mercado Mayorista debido a la construcción de seis pozos de ventilación, cinco estaciones y el túnel de la Línea 2 del metro de Lima. En junio de 2018, la AATE informó que las obras civiles de la estación se encontraban en un 57% de avance. Se inauguró el 21 de diciembre de 2023, junto con las 4 estaciones más del tramo 1-A.
Está ubicada en la Carretera Central cruce con la avenida Colectora Industrial.

## Galería

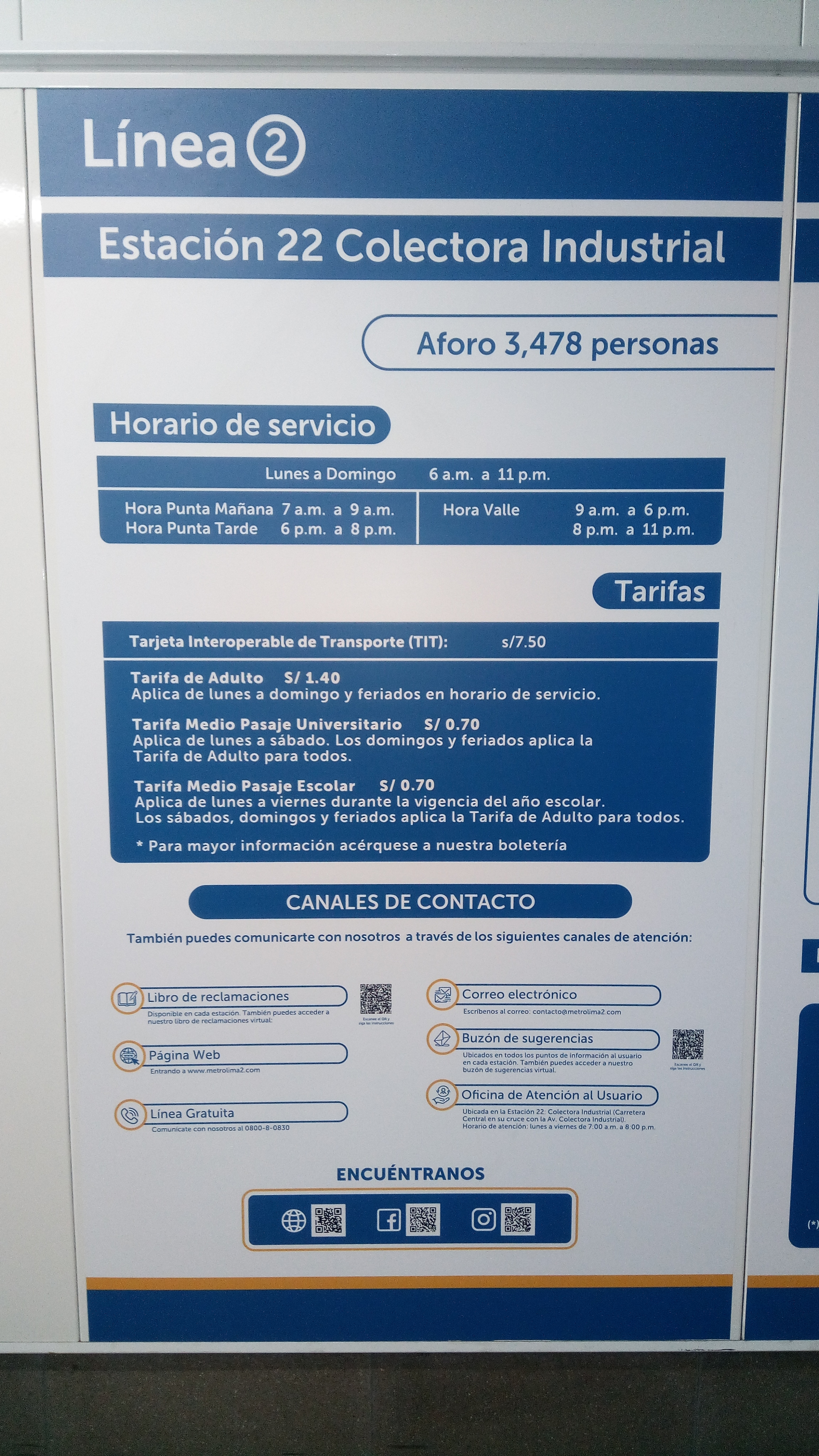
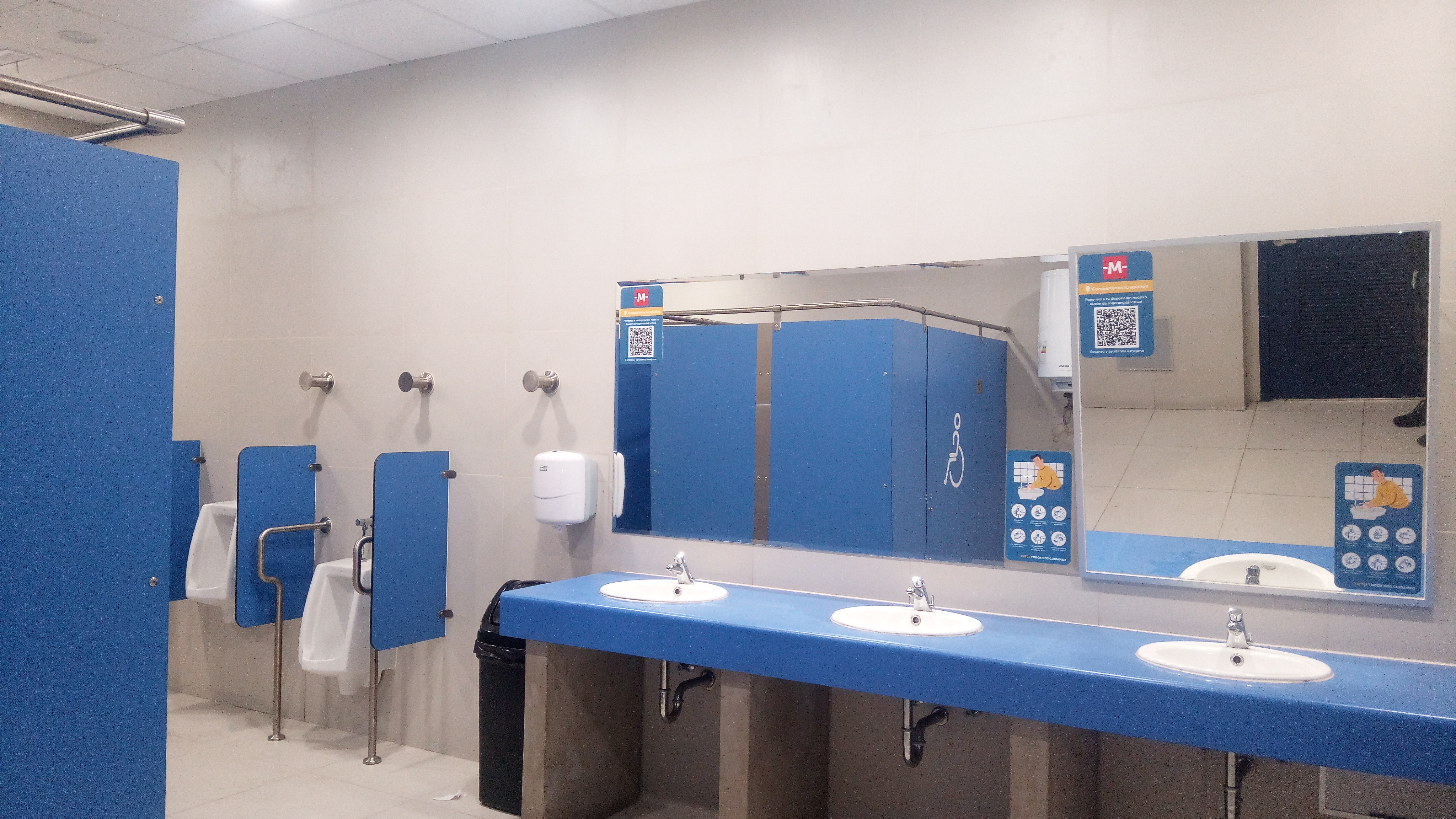
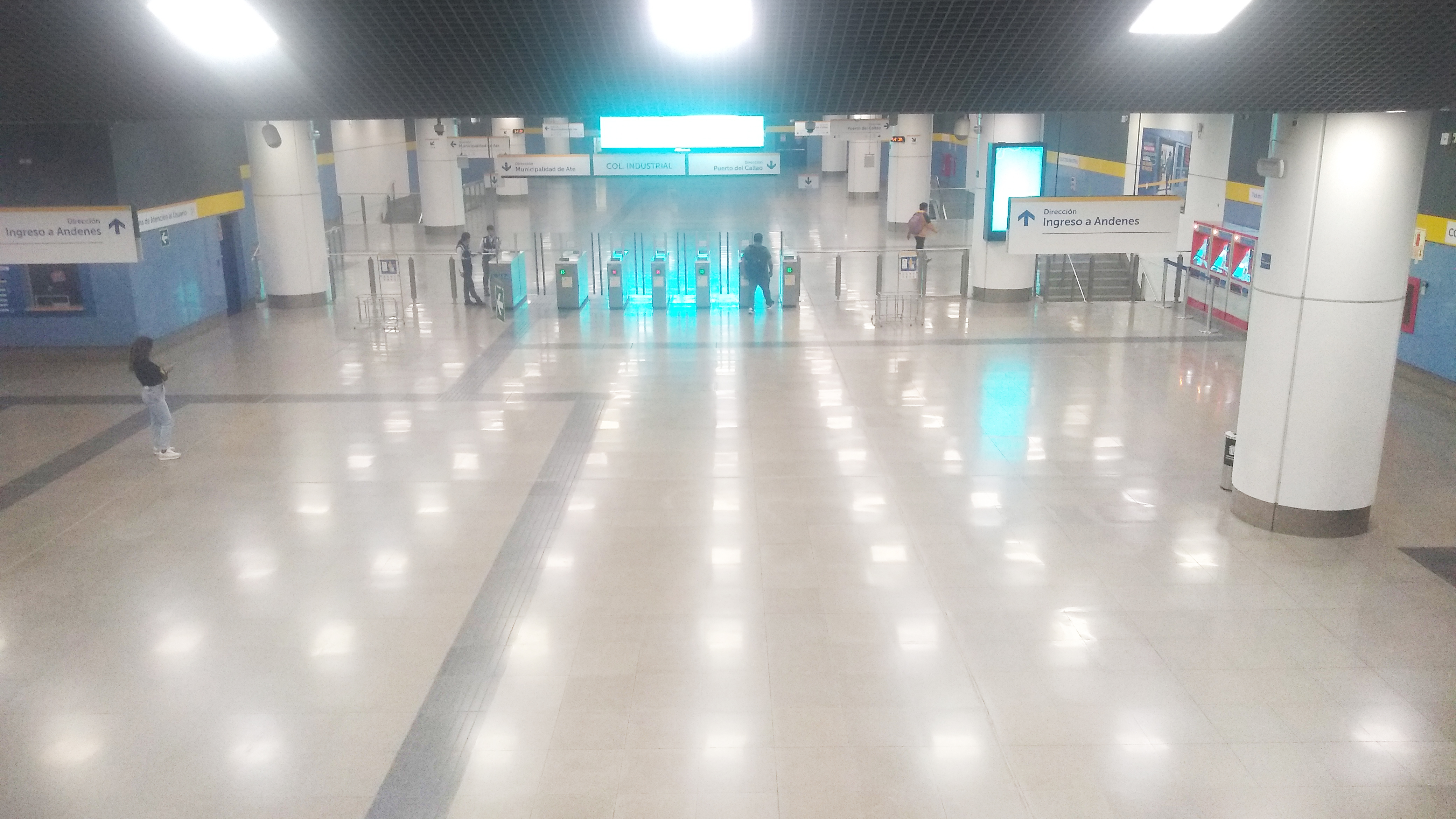